# Gaultheria macrostigma
Gaultheria macrostigma är en ljungväxtart som först beskrevs av John William Colenso, och fick sitt nu gällande namn av D.J. Middleton. Gaultheria macrostigma ingår i släktet Gaultheria och familjen ljungväxter. Inga underarter finns listade i Catalogue of Life.